# Ludovic Leroy
Ludovic Leroy, né le 20 septembre 1975 au Quesnoy (Nord), est un footballeur français. Il évolue au poste de défenseur. 
Il a été finaliste de la  Coupe de France en 2001 avec Amiens.

## Carrière de joueur
- 1995-1996 :  Valenciennes FC
- 1996-2000 :  FC Martigues
- 2000-2002 :  Amiens SC
- 2002-2003 :  Gap FC
- 2003-2005 :  Stade de Reims
- 2005-2008 :  ES Fréjus (en CFA)
- 2008- :  SO Romorantin (en CFA)[1]

## Palmarès
- Finaliste de la Coupe de France 2001 avec l'Amiens SC
- Champion de France de National en 2004 avec le Stade de Reims